# Jakub Špicar
Jakub Špicar (Nymburk, 11 de junio de 1993) es un deportista checo que compite en piragüismo en la modalidad de aguas tranquilas.
Ganó tres medallas en el Campeonato Mundial de Piragüismo, en los años 2017 y 2021, y dos medallas de plata en el Campeonato Europeo de Piragüismo de 2025.
Participó en los Juegos Olímpicos de París 2024, ocupando el séptimo lugar en la prueba de K2 500 m.

## Palmarés internacional
| Campeonato Mundial | Campeonato Mundial       | Campeonato Mundial | Campeonato Mundial |
| Año                | Lugar                    | Medalla            | Competición        |
| ------------------ | ------------------------ | ------------------ | ------------------ |
| 2017               | Račice (República Checa) | Medalla de bronce  | K2 1000 m          |
| 2017               | Račice (República Checa) | Medalla de bronce  | K4 500 m           |
| 2021               | Copenhague (Dinamarca)   | Medalla de bronce  | K4 500 m           |
| Campeonato Europeo |                          |                    |                    |
| Año                | Lugar                    | Medalla            | Competición        |
| 2025               | Račice (República Checa) | Medalla de plata   | K2 500 m           |
| 2025               | Račice (República Checa) | Medalla de plata   | K4 500 m           |